# Supercoppa italiana 2009 (pallacanestro maschile)
La Supercoppa italiana 2009 fu la 15ª supercoppa italiana di pallacanestro maschile.
Fu vinta da Mens Sana Siena per il terzo anno consecutivo, con il risultato finale di 87-65 su Virtus Bologna.
Il titolo di MVP dell'incontro è stato assegnato a Romain Sato.

## Formula
Il trofeo è stato assegnato in una gara unica, disputata al Palasport Mens Sana di Siena il 4 ottobre 2009. Le squadre finaliste sono state quella dei campioni d'Italia in carica della Montepaschi Siena, e della Virtus Bologna, finalista della Coppa Italia 2009 persa proprio contro Siena.

## Tabellino
| Arbitri: | Cicoria (Milano) Sahin Begnis (Crema) |

|                              |            |               |
| Sato 19                      | Punti      | 17 Fajardo    |
| McIntyre / Zīsīs / Hawkins 3 | Assist     | 3 Blizzard    |
| McIntyre 6                   | Rimbalzi   | 5 Penn / Hurd |
| Pianigiani                   | Allenatori | Lardo         |

## Verdetti
- Vincitrice della Supercoppa: Mens Sana Siena
- MVP:  Romain Sato